# Targa Florio 1977

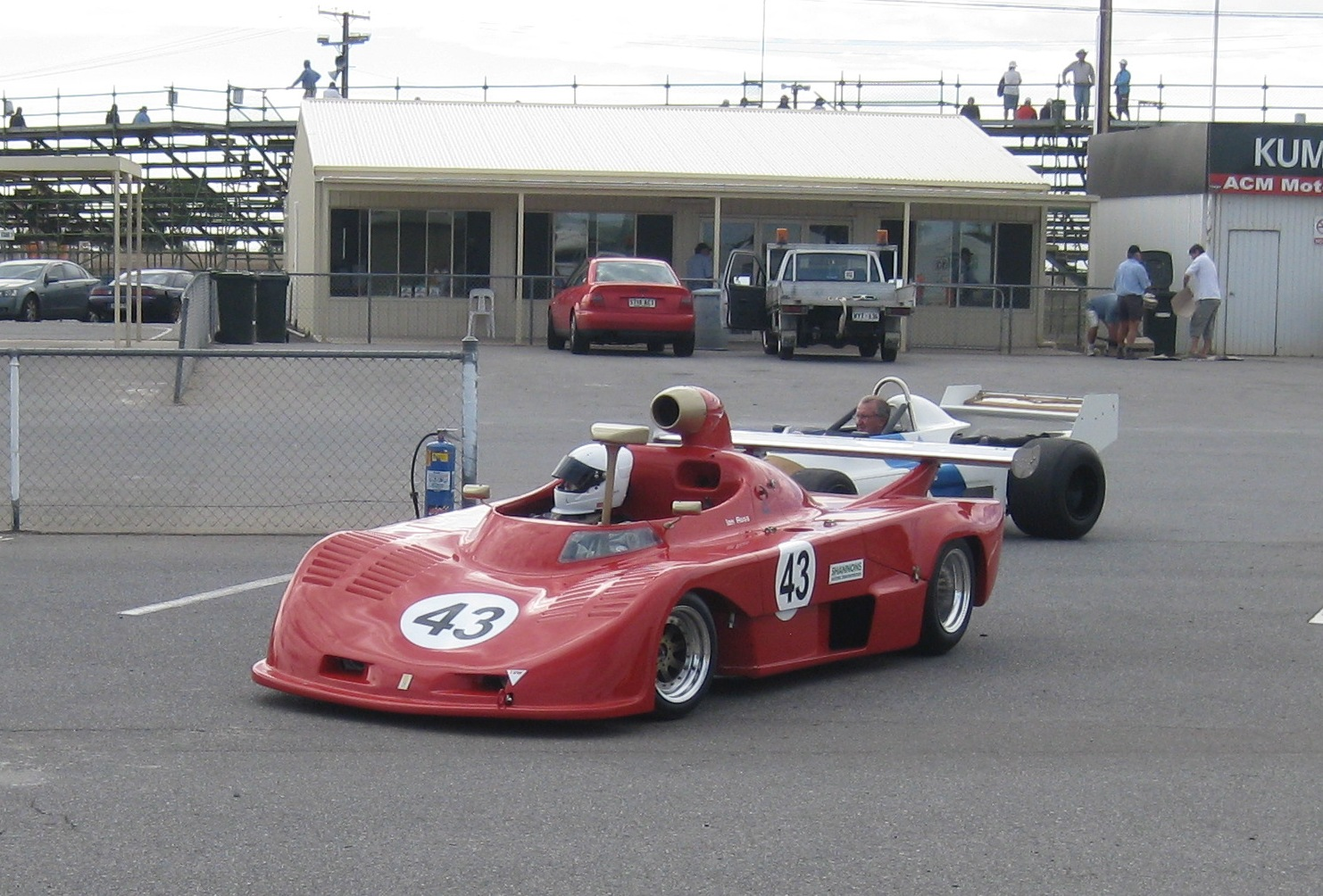
Osella PA5; das Rennwagenmodell mit dem Gabriele Ciuti den schweren Unfall hatte

Die 61. und letzte Targa Florio, auch 61° edizione - Piccolo circuito delle Madonie, war ein Straßenrennen auf Sizilien und fand am 15. Mai 1977 statt.

## Ein Rückblick
Mit dem Ablauf der vierten Runde der Targa Florio 1977, endete die lange Geschichte dieses Rennens, die 1906 ihren Anfang nahm. Die Schlüsselfigur der Veranstaltung war der am 18. März 1883 in Palermo geborene Vincenzo Florio. Florio gab neben der Coppa Florio auch der Targa seinen Namen und war wesentlich für deren internationale Bedeutung verantwortlich. Sein Engagement und seine internationalen Kontakte machten die Targa in den 1920er-Jahren zur bedeutendsten europäischen Motorsportveranstaltung. Unter anderen gingen die Targas 1924, mit dem Sieg von Christian Werner, und 1930, mit der dramatischen Fahrt von Achille Varzi, in die Geschichte dieses Sports ein.
Auf die Entmachtung von Vincenzo Florio folgte ab 1934 eine Phase des Niedergangs. Die Einführung der Sportwagen-Weltmeisterschaft führte die Targa in den 1960er-Jahren zu neuer Blüte. 1959 gewannen Edgar Barth und Wolfgang Seidel im 718 RSK zum ersten Mal einen Sportwagen-Weltmeisterschaftslauf für Porsche und 1970 umrundete Leo Kinnunen im  Porsche 908/03 den Piccolo circuito delle Madonie in einer Zeit von 33 Minuten und 36 Sekunden. Es war die schnellste Runde in der Targa-Florio-Geschichte.
Der endgültige Niedergang der Targa Florio begann mit dem Verlust des Weltmeisterschaftsstatus Ende 1973. Obwohl die Targa durch den Intervallstart eher einer Rallye als einem Rundstreckenrennen entsprach, waren die Sicherheitsbedenken der Funktionäre der FISA ausschlaggebend für das Streichen aus dem Weltmeisterschaftskalenders.
Dabei war die Targa Florio viele Jahre von tödlichen Unfällen verschont geblieben. Das änderte sich erst 1926 als der zweimalige Sieger Giulio Masetti im Delage 2LCV tödlich verunglückte. Von Katastrophen wie es sie beim 24-Stunden-Rennen von Le Mans 1955 und der Mille Miglia 1957 gab, blieb de Targa bis 1977 verschont.

## Das Rennen
Die Auswirkungen des Unfalls von Gabriele Ciuti waren jedoch nicht die Folge mangelnder Streckensicherheit. Sie beruhten vor allem auf die Fehleinschätzungen des Fahrers. Ciuti war mit seinem Teamkollegen Luigi Sgattoni auf einem Osella PA5 des italienischen Rennstalls Nord-Ovest gemeldet und sollte den Wagen vom Start weg bis zur Hälfte des auf acht Runden anberaumten Rennens steuern. Schon während der ersten Runde prallte der Osella in einer Kurve gegen eine Begrenzungsmauer. Dabei löste sich die Motorabdeckung samt Heckflügel vom Fahrzeug. Da Ciuti einfach weiterfuhr, schleifte er den Karosserieteil erst hinter sich her, ehe dieser komplett abriss und in eine Wiese flog. In der dritten Runde, auf dem schnellen Streckenabschnitt in der Nähe von Buonfornello, verlor er die Herrschaft über den beschädigten Wagen und kollidierte mit einer Gruppe von sechs Personen, die am Streckenrand standen. Bis in die Gegenwart blieb die Frage unbeantwortet, ob es bei dem Unfall einen Zusammenhang mit dem fehlenden Abtrieb auf der Hinterachse gab, oder die Ursache an einem Fahrfehler nach zu hoher Geschwindigkeit lag.
Die Folgen des Aufpralls waren fatal. Der 30-Jährige Giuseppe Miccichè starb an der Unfallstelle. Giuseppe Cirà wurde mit schweren Verletzungen in ein Krankenhaus in Palermo gebracht, wo er noch am selben Tag verstarb. Den ebenfalls schwer verletzten Ciuti transportierte der Rennteilnehmer Nicola Gitto in seinem Fiat 124 Spider am Beifahrersitz in das Zielgelände von Cerda, wo Ciuti lange auf den Weitertransport in ein Krankenhaus warten musste. Da sich die Funktionäre weigerten, das Rennen zu unterbrechen, um den Abtransport der weiteren Verletzten zu erleichtern, entbrannte in den Boxen ein heftiger Streit mit Fahrern und Teambesitzern. Erst mit der Bekanntgabe der Unfälle von Giuseppe Saporito und Salvatore Virgilio, die ebenfalls mit Verletzungen ins Krankenhaus mussten, entschloss sich die Rennleitung zum Abbruch. Im Nachhall war die Kritik an der Rennleitung in den italienischen Medien so stark, dass der Sieg von Raffaele Restivo und Alfonso Merendino im Chevron B36 völlig unterging. Der italienische Automobilverband entzog der Targa Florio im Herbst 1977 die Bewilligung, wodurch die legendäre Rennveranstaltung unrühmlich zu Ende ging.

## Ergebnisse

### Schlussklassement
| 1           | S 2.0    | 12  | Scuderia Ateneo       | Raffaele Restivo Alfonso Merendino          | Chevron B36             | 4 |
| 2           | S 1.3    | 31  | Nord-Ovest            | Pasquale Anastasio Marco de Bartoli         | Osella PA4              | 4 |
| 3           | S 2.0    | 7   | Jolly Club            | Giorgio Pianta Giorgio Schön                | Osella PA5              | 4 |
| 4           | S 3.0    | 1   | Nord-Ovest            | Mauro Nesti Enrico Grimaldi                 | Chevron B31             | 4 |
| 5           | GT + 2.0 | 75  | Scuderia Ateneo       | Guido Agazzotti Renato Barraja              | Porsche 911 Carrera RS  | 4 |
| 6           | GT 1.6   | 103 | Cefalù Corse          | Alberto Carrotta Orazio Bruno               | Alpine Renault A110     | 4 |
| 7           | GT + 2.0 | 51  | Scuderia Ateneo       | Luigi Moreschi Marsilio Pasotti             | Porsche 911 Carrera RS  | 4 |
| 8           | GT 1.6   | 111 | Scuderia Ateneo       | Vito Cucè Ivan                              | Alpine Renault A110     | 4 |
| 9           | T        | 176 | Saint Paul            | Giulio Pucci Mario Vigneri                  | Alfa Romeo 2000 GTV     | 4 |
| 10          | GT + 2.0 | 53  | Jolly Club            | Francesco Vintaloro Antonio Runfola         | Lancia Stratos          | 4 |
| 11          | GT 2.0   | 88  | Scuderia Ateneo       | Nicola Gitto Francesco Tramontana           | Fiat 124 Rally Abarth   | 4 |
| 12          | T        | 187 | Mario de Luca         | Mario de Luca Mario Savona                  | Volkswagen Scirocco GTI | 4 |
| 13          | GT + 2.0 | 79  | Scuderia Ateneo       | Giuseppe Virzì Francesco di Matteo          | Lancia Stratos          | 4 |
| 14          | S 2.0    | 6   | Scuderia Ateneo       | Giuseppe Virgilio Eugenio Renna             | Osella PA5              | 4 |
| 15          | S 1.6    | 24  | Scuderia Ateneo       | Paolo Gravina Giuseppe Spatafora            | Chevron                 | 4 |
| 16          | T        | 186 | Antonio Cammarata     | Antonio Cammarata Giancarlo Barba           | Volkswagen Golf GTI     | 4 |
| 17          | GT 1.6   | 125 | Cefalù Corse          | Elio Calandra Antonio Cappello              | Alpine Renault A110     | 4 |
| 18          | S 2.0    | 18  | Renato Cilia          | Renato Cilia Vito Veninata                  | Chevron B36             | 4 |
| 19          | GT + 2.0 | 77  | Lloyd Centauro Italia | Giuseppe Comito Silvestre Semilia           | Porsche 911 Carrera RS  | 4 |
| 20          | T        | 152 | Catania Corse         | Placido Caruso Salvatore Russo              | Alfa Romeo 2000 GTV     | 4 |
| 21          | T        | 188 | Alfonso Bellavia      | Alfonso Bellavia Ferdinando Casiglia        | Volkswagen Scirocco GTI | 4 |
| 22          | GT + 2.0 | 85  | Giovanni Messina      | Giovanni Messina Fulvio Lauricella          | Porsche 911S Targa      | 4 |
| 23          | GT 2.0   | 91  | Scuderia Ateneo       | Gaspare Gattucci Giuseppe Lo Jacono         | Fiat 124 Rally Abarth   | 4 |
| 24          | GT 1.3   | 128 | Scuderia Ateneo       | Philippe Bruno Giacomo di Maria             | Lancia Fulvia HF 1300   | 3 |
| 25          | GT + 2.0 | 84  | Lloyd Centauro Italia | Angelo Pezzino Robrix                       | Lancia Stratos          | 3 |
| 26          | T        | 147 | Scuderia Ateneo       | Alberto Piraino Vincenzo Traina             | BMW 2002 TI             | 3 |
| 27          | GT 1.3   | 136 | Giuseppe Garaffa      | Giuseppe Garaffa Isidoro Buzzotta           | Lancia Fulvia HF 1300   | 3 |
| 28          | T        | 141 | Nissena               | Gaetano Luca Emanuele Trapani               | Opel Commodore          | 3 |
| 29          | GT 2.0   | 96  | Liborio Messina       | Liborio Messina Eugenio Stancampiano        | Fiat 124 Rally Abarth   | 3 |
| 30          | GT 2.0   | 95  | Sandro Mazzola        | Sandro Mazzola Salvatore Prestianni         | Fiat 124 Rally Abarth   | 3 |
| 31          | GT 1.6   | 119 | Guido Daverio         | Guido Daverio Giancarlo Galmozzi            | Alpine Renault A110     | 3 |
| 32          | GT 2.0   | 92  | Gaetano Lo Jacono     | Gaetano Lo Jacono Sergio Mantia             | Fiat 124 Rally Abarth   | 3 |
| 33          | GT 2.0   | 99  | Roberto Casano        | Roberto Casano Antonio Gitto                | Fiat 124 Rally Abarth   | 3 |
| 34          | GT 2.0   | 101 | Lloyd Centauro Italia | Nicola Franco Francesco Pennisi             | Fiat 124 Rally Abarth   | 3 |
| 35          | T        | 157 | Scuderia Ateneo       | Brucia Mario D’Amico                        | Alfa Romeo 2000 GTV     | 3 |
| 36          | GT 1.3   | 135 | Cesare di Buono       | Cesare di Buono Alessandro Picone           | Lancia Fulvia HF 1300   | 3 |
| 37          | S 1.3    | 37  |                       | G. Chini G. Ruggirello                      | Dallara 1300            | 3 |
| 38          | GT 1.3   | 129 | Vincenzo Barone       | Vincenzo Barone El Cordobés                 | Fiat X1/9               | 3 |
| 39          | T        | 146 | Paolo Migliorini      | Paolo Migliorini M. Puviani                 | Alfa Romeo 2000 GTV     | 3 |
| 40          | T        | 177 | Cefalù Corse          | Ubaldo Leo Antonio Maggio                   | Opel Manta              | 3 |
| 41          | GT 1.3   | 131 | Scuderia Ateneo       | Alessandro Federico Francesco Paolo Petrolà | Lancia Fulvia HF 1300   | 3 |
| 42          | T        | 175 | Scuderia Ateneo       | Antonio Farina Giorgio Inglese              | Alfa Romeo 2000 GTV     | 3 |
| 43          | S 1.0    | 44  | Corrado Fodale        | Corrado Fodale Giuseppe Murici              | Dallara 1000            | 3 |
| 44          | GT + 2.0 | 54  | Nissena               | Aldo Pastorello Ferdinando Pastorello       | Porsche 911 Carrera RS  | 3 |
| 45          | T        | 151 | Luigi Greco           | Luigi Greco Emanuele Sabato                 | Alfa Romeo 2000 GTV     | 3 |
| 46          | T        | 173 | Lloyd Centauro Italia | V. Dispenza Antonio Russo                   | Alfa Romeo 2000 GTV     | 3 |
| 47          | S 2.0    | 9   | Nord-Ovest            | Gabriele Ciuti Luigi Sgattoni               | Osella PA5              | 3 |
| 48          | S 1.3    | 32  | Marcello Gallo        | Marcello Gallo Piero Bongiovanni            | Osella PA5              | 3 |
| 49          | GT 1.6   | 112 | Enrico Pasolini       | Enrico Pasolini Triboldi                    | Alpine Renault A110     | 3 |
| 50          | T        | 156 | Giovanni Chiappisi    | Giovanni Chiappisi S. Messina               | Opel Ascona             | 3 |
| Ausgefallen |          |     |                       |                                             |                         |   |
| 51          | S 2.0    | 15  | Giovanni Alberti      | Giovanni Alberti Erasmo Bologna             | Chevron B36             |   |
| 52          | S 1.6    | 22  | Francesco Migliorini  | Francesco Migliorini Tore                   | Osella PA5              |   |
| 53          | S 1.0    | 47  | Diego Morreale        | Diego Morreale R. Monereale                 | Fiat-Abarth 1000SP      |   |
| 54          | GT + 2.0 | 72  |                       | Balboni Attilio Piotti                      | De Tomaso Pantera GTS   |   |
| 55          | GT + 2.0 | 73  | Scuderia Ateneo       | Gualberto Carducci Vincenzo Mirto Randazzo  | Porsche 911 Carrera RS  |   |
| 56          | GT + 2.0 | 76  | Scuderia Ateneo       | Salvatore Virgilio D. Mannino               | Porsche 911 Carrera RS  |   |
| 57          | GT 1.6   | 104 | Jolly Club            | Giuseppe Saporito Federico Accardi          | Alfa Romeo Giulia GTA   |   |
| 58          | GT 1.6   | 105 | Jolly Club            | Antonio De Francisci Salvatore Gagliano     | Alfa Romeo Giulia GTA   |   |
| 59          | T        | 149 | Giuseppe Asciutto     | Giuseppe Asciutto Piero Clemente            | Alfa Romeo 2000 GTV     |   |
| 60          | T        | 178 | Giuseppe Salermo      | Giuseppe Salermo Guglielmo Orlandi          | Audi 80 GTE             |   |
| 61          | GT 1.6   | 114 | Nissena               | Benito Gerbino Ugo Gerbino                  | Lancia Fulvia HF 1600   |   |

### Nur in der Meldeliste
Hier finden sich Teams, Fahrer und Fahrzeuge, die ursprünglich für das Rennen gemeldet waren, aber aus den unterschiedlichsten Gründen daran nicht teilnahmen.
| Pos. | Klasse   | Nr.  | Team                  | Fahrer                                          | Chassis                   |
| ---- | -------- | ---- | --------------------- | ----------------------------------------------- | ------------------------- |
| 62   | S 3.0    | 2    | Mario Rovella         | Mario Rovella Antonio Castro                    | Lola T290                 |
| 63   | S 3.0    | 3    | Lloyd Centauro Italia | Vittorio Mascari Girolamo Caci                  | Osella PA5                |
| 64   | S 3.0    | 4    | Nord-Ovest            | Scarfone Francesco Cosentino                    | KMW                       |
| 65   | S 3.0    | 5    | Saint Paul            | Franco Lisitano Vittorio Maione                 | Abarth                    |
| 66   | S 2.0    | 8    | Floridia              | Armando Floridia Angelo Giliberti               | Osella PA5                |
| 67   | S 2.0    | 8    | Carlo Mussa           | Carlo Mussa Giorgio                             | GRD                       |
| 68   | S 2.0    | 14   | Anna Cambiaghi        | Ruggero Parpinelli Anna Cambiaghi               | Osella PA2                |
| 69   | S 2.0    | 16   | Giulio Pucci          | Giulio Pucci Mario Vigneri Santi de Filippis    | GRD                       |
| 70   | S 1.6    | 21   | Scuderia Ateneo       | Luigi Sartorio Giampaolo Ceraolo                | Osella PA5                |
| 71   | S 1.6    | 21   | Giancarlo Galimberti  | Giancarlo Galimberti Francesco Milano           | Osella PA5                |
| 72   | S 1.6    | 25   |                       | Cionj Scuderi                                   | Lola T294                 |
| 73   | S 1.6    | 26   | Lloyd Centauro Italia | Ferdinando Casiglia Ittag                       | Chevron                   |
| 74   | S 1.3    | 33   | Giovanni la Mantia    | Giovanni la Mantia V. Cuttitta                  | AMS 1300                  |
| 75   | S 1.3    | 34   | Scuderia Ateneo       | B. Rosalia Vincenzo Donato                      | Chevron B26               |
| 76   | S 1.3    | 35   | Ferdinando Ernesti    | Ferdinando Ernesti G. Costantini                | AMS 1300                  |
| 77   | S 1.3    | 36   | Scuderia Ateneo       | Alfonso Bellavia Napoli                         | Chevron B26               |
| 78   | S 1.3    | 38   |                       | M. Follari G. Pitarresi                         | Cobra Paga                |
| 79   | S 1.0    | 41   | Francesco Patanè      | Francesco Patanè Orazio Scalia                  | Fiat-Abarth 1000SP        |
| 80   | S 1.0    | 42   |                       | Kinowa Corvaia                                  | Abarth-Osella 1000        |
| 81   | S 1.0    | 43   |                       | Scaletta Pietro Bonamico                        | Abarth 1000               |
| 82   | S 1.0    | 45   |                       | N. Tisci C. Fiore                               | Dallara 1000              |
| 83   | S 1.0    | 46   |                       | Jimmy                                           | AMS 1000                  |
| 84   | S 1.0    | 46   | Lloyd Centauro Italia | Alfredo Trovato Biagianti                       | Electroser                |
| 85   | S 1.0    | 47   | Diego Morreale        | Diego Morreale Morreale                         | Fiat-Abarth 1000SP        |
| 86   | GT 2.0   | 52   | Scuderia Ateneo       | Roberto Chiaramonte Bordonaro Salvatore Barraco | Porsche 911 Carrera RS    |
| 87   | GT + 3.0 | 71   | Scuderia Etna         | G. Perniciaro Rosario Mineo                     | De Tomaso Pantera GTS     |
| 88   | GT 2.0   | 74   | Ferruccio Caliceti    | Ferruccio Caliceti Odoardo Govoni               | Porsche 934 Carrera Turbo |
| 89   | GT 3.0   | 76   | Scuderia Ateneo       | Francesco Mannino Salvatore Virgilio            | Porsche 911 Carrera RS    |
| 90   | GT 3.0   | 78   | Giovanni Morabito     | Giovanni Morabito Palmer                        | Porsche 911 Carrera RS    |
| 90   | GT 2.5   | 81   | Scuderia Ateneo       | Pasquale Spinnato Paolo Donato                  | Lancia Stratos            |
| 91   | GT 2.5   | 82   | Livio Berruto         | Livio Berruto Fabrizia Pons                     | Porsche 911 Carrera RS    |
| 92   | GT 2.5   | 83   | Scuderia Ateneo       | Jodelmar Antonio Farina                         | Lancia Stratos            |
| 93   | GT 2.5   | 86   | Silvano Leali         | Silvano Leali Sivan                             | Lancia Stratos            |
| 94   | GT 2.0   | 87   | Gaetano Punzo         | Gaetano Punzo Angelo Siino                      | Fiat 131 Abarth           |
| 95   | GT 2.0   | 89   | Giuseppe Giacomini    | Giuseppe Giacomini Ronda                        | Alpine Renault A110       |
| 96   | GT 2.0   | 93   | Scuderia Etna         | C. Muscolino Francesco Attaguile                | Alpine Renault A110       |
| 97   | GT 2.0   | 94   | Vito Cuce             | Vito Cuce Fabrizio Schermi                      | Alpine Renault A110       |
| 98   | GT 2.0   | 97   | Filippo di Liberto    | Filippo di Liberto Riccobono                    | Fiat 124 Abarth Rally     |
| 99   | GT 2.0   | 98   | Scuderia Ateneo       | Giuseppe Perico Girolamo la Porta               | Fiat 131 Abarth           |
| 100  | GT 1.6   | 102  | Piave Jolly Club      | Sergio Rombolotti Francesco Di Lorenzo          | Alpine Renault A110       |
| 101  | GT 1.6   | 102T | Piave Jolly Club      | Sergio Rombolotti Francesco Di Lorenzo          | Alpine Renault A110       |
| 102  | GT 1.6   | 106  | Scuderia Etna         | Flash Bairo                                     | Alpine Renault A110       |
| 103  | GT 1.6   | 107  | Ruggero Premoli       | Ruggero Premoli Gilberto Balocca                | Alfa Romeo Giulia GTA     |
| 104  | GT 1.6   | 108  | Giovanni Rizzo        | Giovanni Rizzo Baldassare Taormina              | Fiat 124 Spider           |
| 105  | GT 1.6   | 109  |                       | F. Filicicchia N. Carrubba                      | Lancia Fulvia HF 1600     |
| 106  | GT 1.6   | 115  |                       | G. Nicolai V. Russo                             | Lancia Fulvia HF 1600     |
| 107  | GT 1.6   | 116  | Nissena               | Giuseppe Ferraro Giarratano                     | Lancia Fulvia HF 1600     |
| 108  | GT 1.6   | 118  | Scuderia Ateneo       | A. Mascari G. Derelitto                         | Lancia Fulvia HF 1600     |
| 109  | GT 1.6   | 121  | Cefalù Corse          | C. Bellanca Santi Bellomare                     | Alpine Renault A110       |
| 110  | GT 1.6   | 122  | Cefalù Corse          | S. Cicero Peter Manley                          | Lancia Fulvia HF 1600     |
| 111  | GT 1.6   | 123  |                       | F. Tagliavia G. Pullara                         | Lancia Fulvia HF 1600     |
| 112  | GT 1.6   | 126  | Cefalù Corse          | Giuseppe Cavallaro Giuseppe Alduina             | Alpine Renault A110       |
| 113  | GT 1.3   | 127  |                       | V. Proto S. Vella                               | Fiat X1/9                 |
| 114  | GT 1.3   | 132  | Scuderia Ateneo       | F. Ferrauto S. Palazzolo                        | Fiat X1/9                 |
| 115  | GT 1.3   | 133  |                       | Antonino Ferraro G. Valenza                     | Lancia Fulvia HF 1300     |
| 116  | GT 1.3   | 134  | Cefalù Corse          | Claudio Monreale V. Parrino                     | Lancia Fulvia HF 1300     |
| 117  | GT 1.3   | 138  |                       | Powder Soter                                    | Lancia Fulvia HF 1300     |
| 118  | GT 1.3   | 139  | Scuderia Ateneo       | F. Dall'Aria Livio Luna                         | Fiat X1/9                 |
| 119  | T 3.0    | 142  |                       | Giovanni Morabito G. De Leo                     | Opel Commodore            |
| 120  | T 3.0    | 143  | Lloyd Centauro Italia | Sandokan G. Ferlito                             | Opel Commodore            |
| 121  | T 3.0    | 144  |                       | V. Crescimanno B. Guccione                      | Opel Commodore            |
| 122  | T 2.0    | 148  |                       | R. Briguglia A. Lisa                            | Alfa Romeo                |
| 123  | T 2.0    | 153  |                       | Trizzino Fatim                                  | Alfa Romeo 2000 GTV       |
| 124  | T 2.0    | 159  |                       | S. Giorlando                                    | Alfa Romeo 2000 GTV       |
| 125  | T 2.0    | 171  | Jolly Club            |                                                 | Alfa Romeo 2000 GTV       |
| 126  | T 1.6    | 179  |                       | M. Della Vedova G. Li Pira                      | Alfa Romeo                |
| 127  | T 1.6    | 181  | Saint Paul            | Mercadante Antonio Bono                         | Alfa Romeo                |
| 128  | T 1.6    | 182  |                       | N. Vassallo Rosario Montalbano                  | Alfa Romeo                |
| 129  | T 1.6    | 183  | Scuderia Ateneo       | G. Jurato Carlo Pottino                         | Audi 80 GTE               |
| 130  | T 1.6    | 184  |                       | Giancarlo Barba Mario De Luca                   | Volkswagen Golf GTI       |
| 131  | T 1.6    | 185  |                       | V. de Pasquale Canzonieri                       | Fiat 128                  |

### Klassensieger
| Klasse   | Fahrer             | Fahrer               | Fahrzeug               | Platzierung im Gesamtklassement |
| -------- | ------------------ | -------------------- | ---------------------- | ------------------------------- |
| S 2.0    | Pasquale Anastasio | Marco de Bartoli     | Osella PA4             | Gesamtsieg                      |
| S 1.6    | Paolo Gravina      | Giuseppe Spatafora   | Chevron                | Rang 15                         |
| S 1.3    | Pasquale Anastasio | Marco de Bartoli     | Osella PA4             | Rang 2                          |
| GT + 2.0 | Guido Agazzotti    | Renato Barraja       | Porsche 911 Carrera RS | Rang 5                          |
| GT 2.0   | Nicola Gitto       | Francesco Tramontana | Fiat 124 Rally Abarth  | Rang 11                         |
| GT 1.6   | Alberto Carrotta   | Orazio Bruno         | Alpine Renault A110    | Rang 6                          |
| GT 1.3   | Philippe Bruno     | Giacomo di Maria     | Lancia Fulvia HF 1300  | Rang 24                         |
| T        | Giulio Pucci       | Mario Vigneri        | Alfa Romeo 2000 GTV    | Rang 9                          |

### Renndaten
- Gemeldet: 131
- Gestartet: 60
- Gewertet: 50
- Rennklassen: 8
- Zuschauer: unbekannt
- Wetter am Renntag: warm und trocken
- Streckenlänge: 72,000 km
- Fahrzeit des Siegerteams: 2:41:17,000 Stunden
- Gesamtrunden des Siegerteams: 4
- Gesamtdistanz des Siegerteams: 288,000 km
- Siegerschnitt: 107,140 km/h
- Pole Position: unbekannt
- Schnellste Rennrunde: Eugenio Renna – Osella PA5 (#6) – 37:06,000 = 116,442 km/h
- Rennserie: 6. Lauf zur Italienischen Gruppe-6-Meisterschaft 1977
- Rennserie: 2. Lauf zur Italienischen Gruppe-4-Meisterschaft 1977